# Август. Перший імператор
«Август. Перший імператор» (англ. Imperium: Augustus) — історична драма 2003 року.

## Сюжет
Після смерті Гая Юлія Цезаря, Рим залишився без прямого спадкоємця. Марк Антоній зробив спробу захопити владу в свої руки. Однак ситуація ускладнювалася тим, що в заповіті Цезар оголосив спадкоємцем свого прийомного сина — Гая Октавія.